# Hoya lasiantha
Hoya lasiantha ist eine Pflanzenart der Gattung der Wachsblumen (Hoya) aus der Unterfamilie der Seidenpflanzengewächse (Asclepiadoideae). 

## Merkmale
Hoya lasiantha ist eine buschig wachsende, epiphytische Pflanze mit hängenden Zweigen. Die kahlen Triebe erreichen eine Länge bis etwa 80 cm und haben einen Durchmesser bis 5 mm. Die Blattstiele sind 2 bis 4 cm lang und oberseitig mit Längskanälen versehen. Die kahlen Blattspreiten sind elliptisch und 12 bis 21 cm lang und 5 bis 10 cm breit. Die Basis ist gerundet, der Apex ist zipfelig ausgezogen (bis 2 cm lang). Die Blattäderung ist fiederförmig mit deutlich hervor tretenden, etwas helleren Blattadern. Meist sind vier bis fünf, gegenständige Blattadernpaare vorhanden. Die Blätter sind grün und papierartig dünn.
Der doldenförmige Blütenstand ist positiv geotrop und hat einen Durchmesser von 4 bis 6 cm. Die Oberseite ist flach bis gewölbt; er besteht aus 8 bis 14 Blüten. Der Blütenstandsstiel ist persistierend, und 4 bis 6 cm lang. Die Blütenstiele sind 3 bis 4 cm lang und kahl. Der Durchmesser der Blütenkrone beträgt 1 bis 1,5 cm. Die Kelchblätter sind eiförmig, stumpf auslaufend und kahl. Die länglich-eiförmigen Kronblattzipfel sind blass-orangegelb bis gelb und innen in der unteren Hälfte sehr dicht mit weißen, feinen Haaren besetzt. In der äußeren Hälfte sind sie kahl. Sie sind 8 bis 10 mm lang, stark zurück gebogen und enden spitz. Die Nebenkrone ist cremefarben bis pink; sie hat einen Durchmesser von etwa 9 mm. Die äußeren Enden der Nebenkronenzipfel sind gerundet und seitlich komprimiert. Die Außenseiten besteht aus zwei Kielen, die einen Längskanal einschließen. Die inneren Enden sind mit einer ausgezogenen Spitze versehen. Sie überragen die Staubbeutel. Die Anthese dauert etwa eine Woche. Die Blüten verströmen nach Lamb und Rodda keinen Geruch, nach den Beobachtungen von Simone Merdon-Bennack haben sie einen feinen Geruch. Die Pollinia sind nicht geflügelt, mit kurzen Translatorarmen und großem länglich-dreieckigem Corpusculum, dem zwei Spitzen aufgesetzt sind. Außerdem sind noch zwei Fortsätze vorhanden, die von der Oberseite des Corpusculum nach innen zeigen.
Die blaugrünen Früchte sind lang und gerade oder nur sehr gering gebogen. Sie messen 18 bis 22 cm in der Länge bei einem Durchmesser von 1 cm.

## Ähnliche Art
Hoya lasiantha ähnelt stark der Art Hoya praetorii. Manche Autoren halten sie für Synonyme. In den neueren Arbeiten werden sie allerdings meist als zwei verschiedene Arten betrachtet. Sie unterscheiden sich durch die Blüten, H. lasiantha hat größere Blüten mit einer helleren Farbe. Auch die Blätter zeigen leichte Unterschiede. 

## Geographisches Verbreitung und Vorkommen
Das Verbreitungsgebiet der Art ist die Malaiische Halbinsel, Borneo und Sumatra (nach Lamb und Rodda). Andere Autoren geben noch Südthailand und Java als Verbreitungsgebiet an. 
Die Art wächst als Busch epiphytisch auf Bäumen oder Baumstümpfen in Tiefland- bis Berglandwäldern.

## Taxonomie
Die Art wurde von Carl Ludwig Blume 1849 in dem Werk Rumphia (S. 30) aufgestellt. In seinem Werk Museum Botanicum Lugduno-Batavum (S. 60) führt er die Art als Plocostemma lasianthum. Sie ist heute allgemein als Hoya lasiantha anerkannt.

## Externer Link
- www.flickr (sehr schönes Bild des Blütenstandes)